# Casa de Rumania
La Casa de Rumania es la dinastía real que sucede la rama rumana de la Casa de Hohenzollern-Sigmaringen que gobernó Rumania entre 1866 y 1947. La casa real rumana era conocida antiguamente como "Casa de Hohenzollern-Sigmaringen". El 10 de mayo de 2011, en un contexto de demandas interpuestas por sus familiares y parientes en Alemania y por temores expresados por algunos que los Hohenzollerns alemanes que pudieran reclamar la sucesión a la jefatura a la casa real rumana, el rey Miguel I de Rumania rompió todos los lazos históricos y dinásticos  con la principesca Casa de Hohenzollern-Sigmaringen, cambió el nombre de la familia a "Casa de Rumania" y renunció a todos los títulos conferidos a él y a su familia por los Hohenzollerns alemanes.
La familia utiliza el motto Nihil Sine Deo (en español: Nada sin Dios). Pablo Felipe de Hohenzollern se opone a la decisión del rey Miguel de romper los lazos con la Casa de Hohenzollern.

## Rey de los rumanos
Carlos I de Rumania (20 de abril de 1839 - 27 de septiembre de 1914), nacido "Príncipe Karl de Hohenzollern-Sigmaringen" reinó como príncipe y después como rey de los rumanos desde 1866 a 1914.
Fernando I de Rumania (24 de agosto de 1865 - 20 de julio de 1927) fue rey de los rumanos desde 1914 hasta 1927.
Carlos II de Rumania (15 de octubre/16 de octubre de 1893 - 4 de abril de 1953) reinó como rey de los rumanos desde el 8 de junio de 1930 hasta el 6 de septiembre de 1940. Fue el primer miembro de la familia real de Rumania que fue bautizado según el rito ortodoxo.
Miguel I de Rumania (25 de octubre de 1921-5 de diciembre de 2017) fue el último rey de los rumanos (en rumano: Maiestatea Sa Mihai I Regele Românilor, literalmente "Su Majestad Miguel I rey de los Rumanos") reinó entre el 20 de julio de 1927 y el 8 de junio de 1930, y nuevamente entre el 6 de septiembre de 1940, hasta que fue obligado a abdicar por los comunistas respaldados por órdenes de José Stalin a las fuerzas de ocupación soviéticas el 30 de diciembre de 1947. Es el antiguo poseedor del depuesto trono de Rumania y es el jefe de la Casa de Rumania, cuyo nombre cambió de Casa de Hohenzollern-Sigmaringen a de Rumania en 2011.